# 茨城西部・宇都宮広域連絡道路
茨城西部・宇都宮広域連絡道路（いばらきせいぶうつのみやこういきれんらくどうろ）は、首都圏中央連絡自動車道の五霞ICから東北自動車道の宇都宮ICに至る地域高規格道路である。

## 構成する道路
- 新4号国道
  - 春日部古河バイパス
  - 古河小山バイパス
  - 小山石橋バイパス
  - 石橋宇都宮バイパス
- 宇都宮環状北道路
- 宇都宮北道路